# Bulgarian International 1988
Die Bulgarian International 1988 im Badminton fanden vom 9. bis zum 11. Dezember 1988 statt.

## Titelträger
| Disziplin    | Sieger                   |
| ------------ | ------------------------ |
| Herreneinzel | Jin Feng                 |
| Dameneinzel  | Lin Yanfen               |
| Herrendoppel | Li Jian Fu Qiang         |
| Damendoppel  | Lin Yanfen Zhang Wanling |
| Mixed        | Li Jian Gao Meifeng      |

## Finalergebnisse
| Disziplin    | Sieger                   | Finalist                       | Ergebnis          |
| ------------ | ------------------------ | ------------------------------ | ----------------- |
| Herreneinzel | Jin Feng                 | Liu Jianjun                    | 11–15, 15–6, 15–6 |
| Dameneinzel  | Lin Yanfen               | Zhang Wanling                  | 9–12, 11–4, 11–3  |
| Herrendoppel | Li Jian Fu Qiang         | Jerzy Dołhan Jacek Hankiewicz  | 15–9, 15–10       |
| Damendoppel  | Lin Yanfen Zhang Wanling | Zhang Junying Gao Meifeng      | 15–7, 6–15, 18–15 |
| Mixed        | Li Jian Gao Meifeng      | Jerzy Dołhan Bożena Siemieniec | 15–9, 15–13       |